# Place de la Loyauté
La place de la Loyauté (en espagnol : plaza de la Lealtad) est une place publique de la ville de Madrid, en Espagne.

## Situation
Située dans l'arrondissement du Retiro, immédiatement au nord-est de la place Canovas-del-Castillo, la place est bordée à l'ouest par le cours du Prado. Du côté est, la rue Antonio Maura la relie au parc du Retiro. De forme semi-circulaire irrégulière, elle est principalement occupée par un espace arboré et entourée de hauts immeubles.

## Monuments
Le monument à ceux qui sont tombés pour l'Espagne s'élève en son centre. L'imposant palais de la Bourse se dresse au nord, cependant que l'hôtel Ritz ouvre sa façade principale sur le côté sud.